# Kubki smakowe
Kubki smakowe – zbiorowiska receptorów smaku (każdy skupia ich od 50 do 150).
Kubki smakowe rozmieszczone są na języku, podniebieniu, w nabłonku gardła, nagłośni oraz w górnej części przełyku. Dodatkowo kubki smakowe obecne na języku skupiają się w widocznych wybrzuszeniach, tzw. brodawkach. Liczba kubków u dorosłego człowieka wynosi około 10000. Niektóre z nich ulegają zniszczeniu już po 10 dniach, lecz na ich miejscu pojawiają się nowe. Zwiększają swoją wrażliwość u kobiet ciężarnych. Wrażliwość na różne smaki, zwłaszcza gorzki i słodki jest uwarunkowana genetycznie, a więc odmienna u każdego człowieka.

Przeczytaj ostrzeżenie dotyczące informacji medycznych i pokrewnych zamieszczonych w Wikipedii.